# Pfarrkirche Bad Blumau

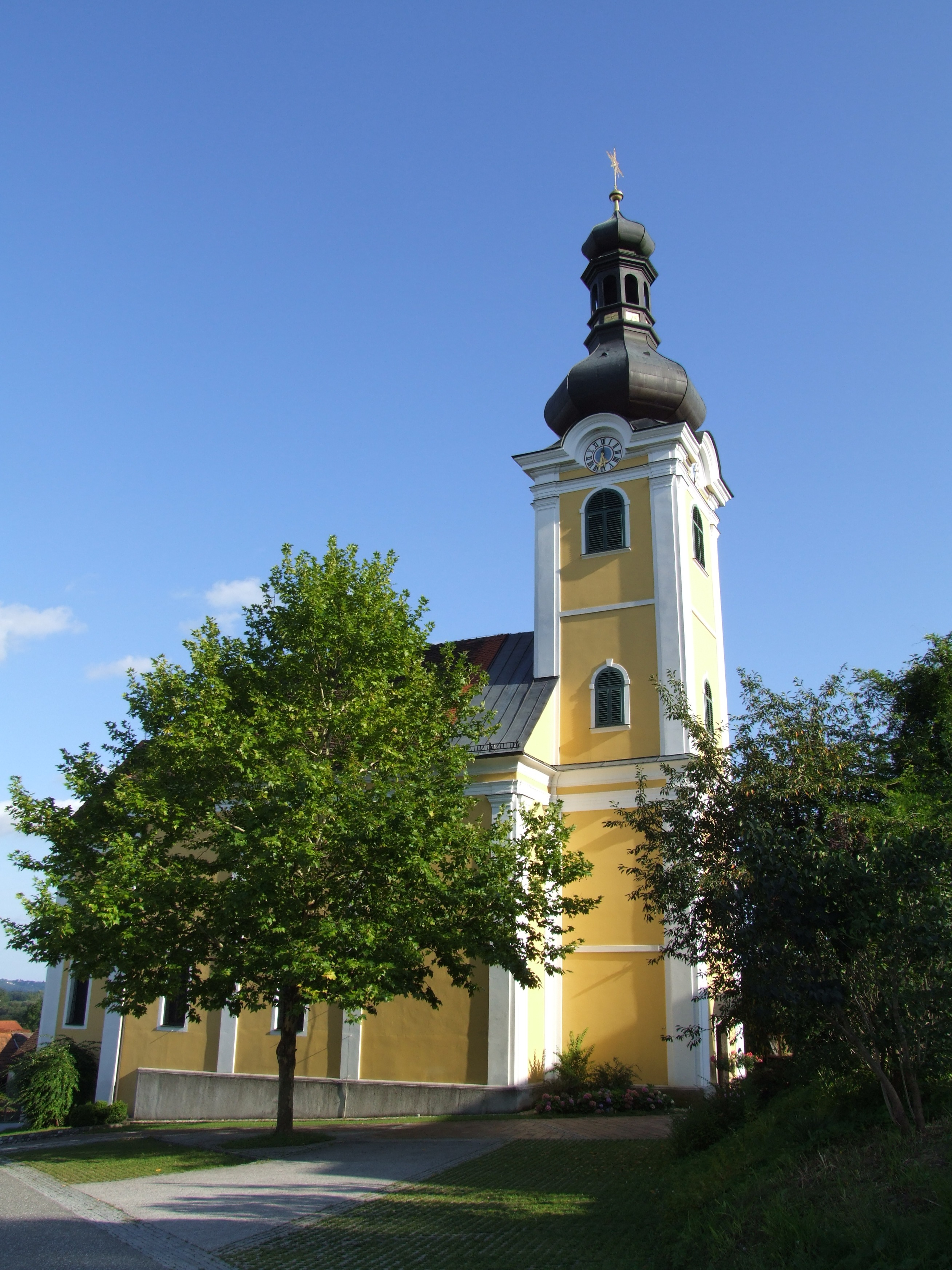
Kath. Pfarrkirche hl. Sebastian in Bad Blumau

Die römisch-katholische Pfarrkirche Bad Blumau steht in der Gemeinde Bad Blumau im Bezirk Hartberg-Fürstenfeld in der Steiermark. Die Pfarrkirche hl. Sebastian gehört zum Dekanat Waltersdorf in die Diözese Graz-Seckau. Die Kirche steht unter Denkmalschutz (Listeneintrag).

## Geschichte
Der 1480 im Stil der Gotik errichtete Vorgängerbau war 1701 bei einem Erdrutsch eingestürzt. Noch vor der gotischen Kirche existierte eine St. Leonhard geweihte Burgkapelle der untergegangenen und noch nicht aufgefundenen Burg Plumenau. Diese wurde urkundlich im 13. Jahrhundert erwähnt.
Erbaut wurde die Kirche von 1702 bis 1703 vom Grazer Hofbaumeister Bartolomäus Ebner. 
Die Kirche wurde 1987 renoviert. 2001 wurde von der Werkstatt Anton Škrabl aus Rogaška Slatina (Slowenien) eine neue Orgel gebaut.
Die Kirche in Blumau war ursprünglich eine Filiale der Pfarre Bad Waltersdorf. 1785 wurde sie von Josef II. zur selbständigen Pfarre erhoben. In der Zeit von 1788 bis 1993 wurde sie von 16 Pfarrern betreut. Ab 1993 bis 1995 wurde von einem Provisor, 1995 bis 2001 von einem Pfarrmoderator priesterlich betreut.
Seit 2001 wird sie wieder durch einen Pfarrer betreut, der gleichzeitig die Pfarre Fürstenfeld versieht. Darüber hinaus betreut seit 1. September 1993 eine Nonne die Pfarre als pastorale Mitarbeiterin und seit 1. September 2000 betreut eine weitere Nonne Bad Blumau als Pfarrassistentin.

## Bilder

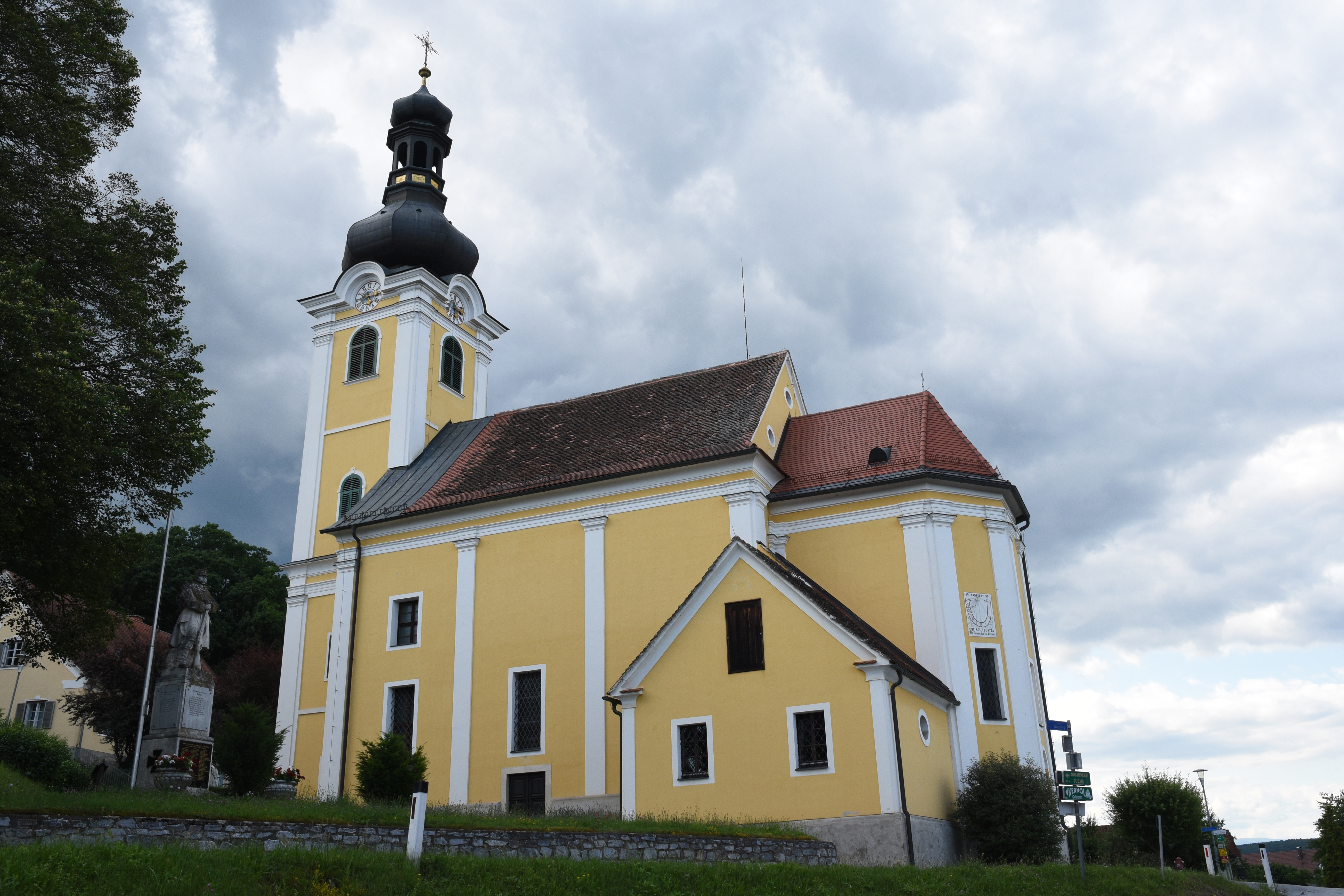
St. Sebastian Bad Blumau
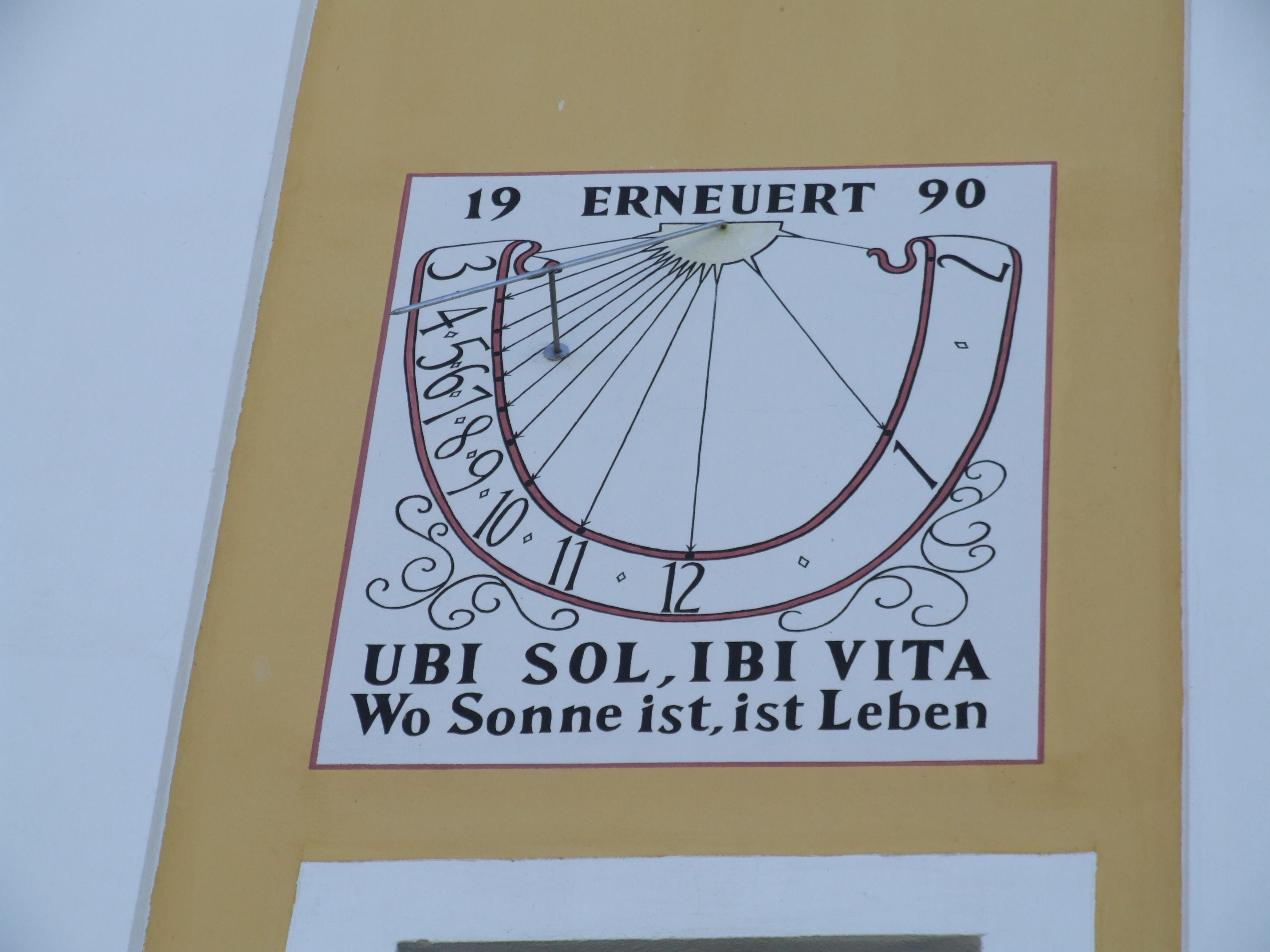
Sonnenuhr von St. Sebastian
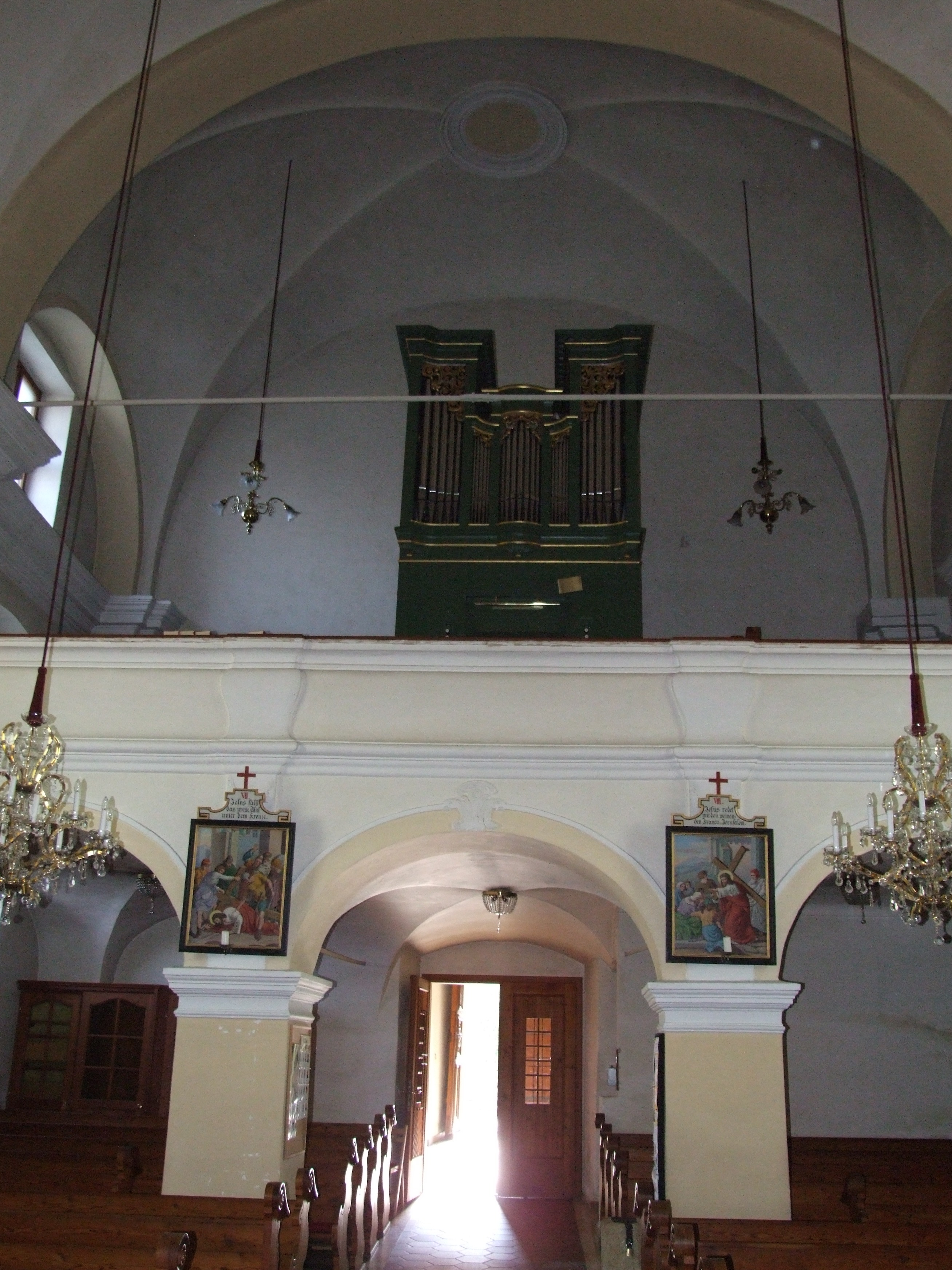
Orgel und Eingangsbereich
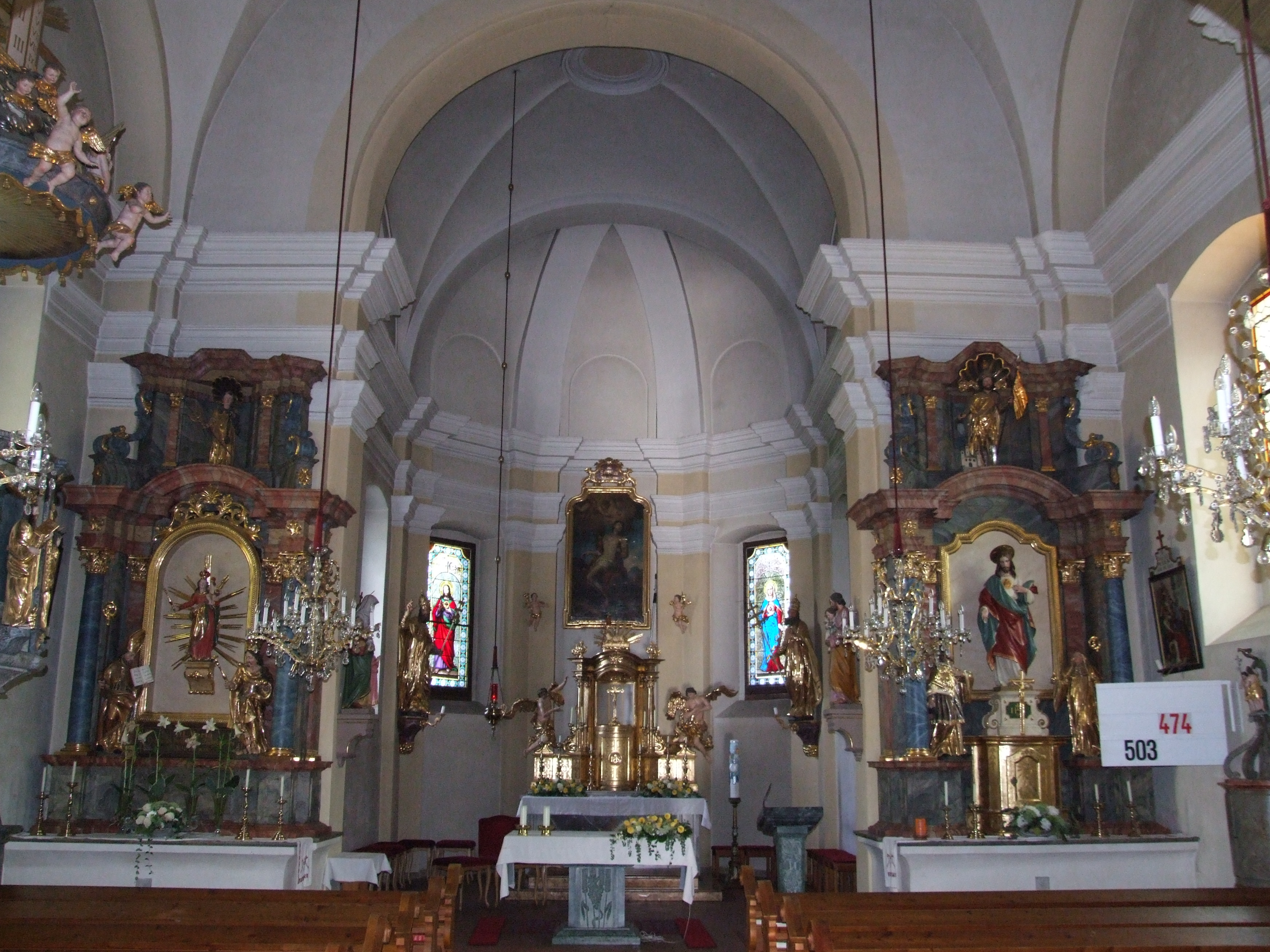
Altarraum und Seitenaltäre
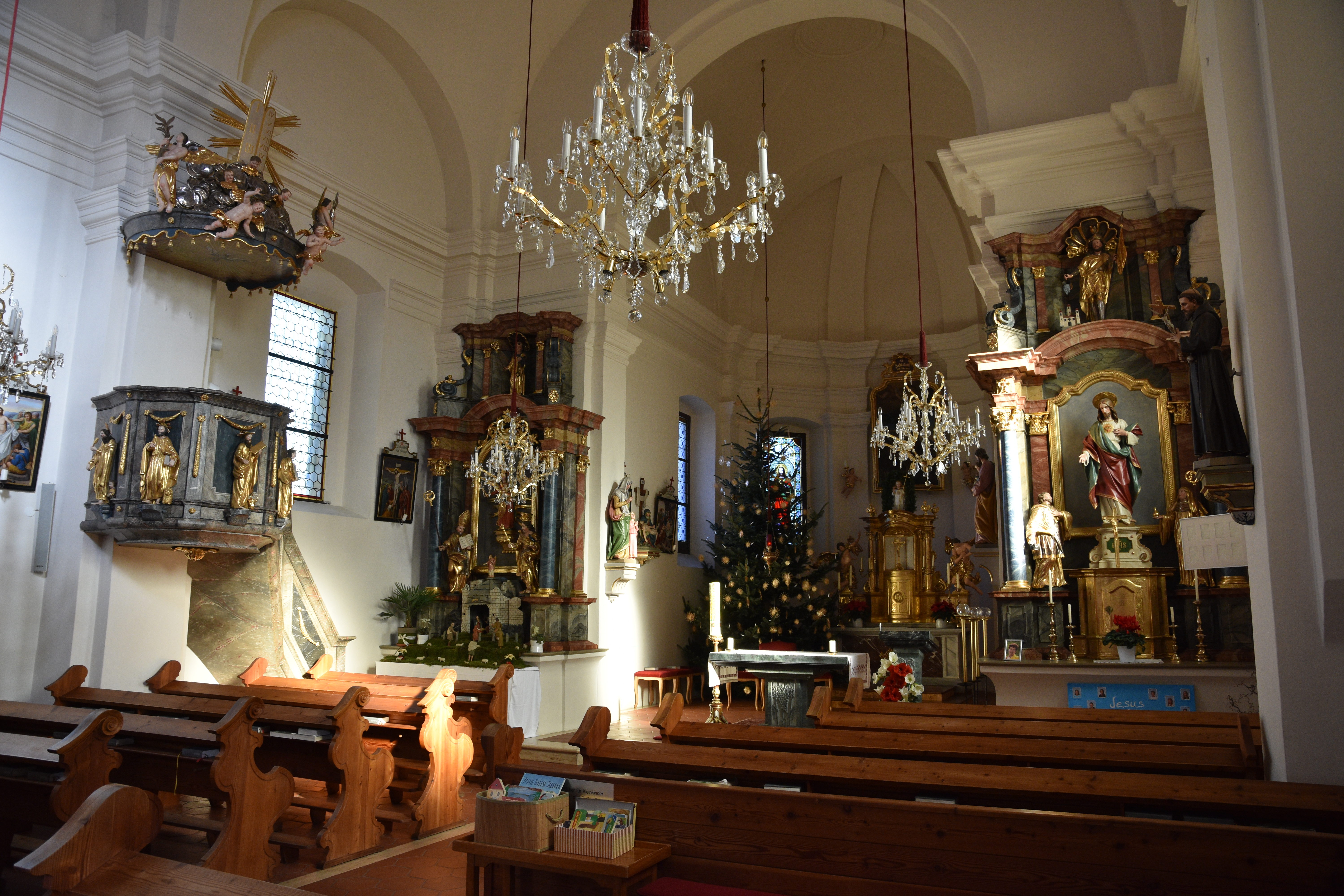
St. Sebastian Bad Blumau